# Torsten Michaelis
Torsten Michaelis (Berlino Est, 31 gennaio 1961 – 17 agosto 2025) è stato un attore e doppiatore tedesco.

## Biografia
Torsten Michaelis nacque a Berlino Est il 31 gennaio 1961, fratello maggiore del musicista Dirk Michaelis.
Studiò recitazione dal 1983 al 1987 all'Accademia di arti drammatiche Ernst Busch di Berlino. Dal secondo anno di formazione in poi, apparve nei Kammerspiele del Deutsches Theater Berlin dal 1984 al 1989.
Nel 1987 ottenne un ingaggio di tre anni all'Hans Otto Theater di Potsdam, seguito da altri quattro anni come attore ospite.

## Filmografia

### Cinema
- Bronsteins Kinder - regia di Leander Haußmann Jerzy Kawalerowicz (1991)
- NVA - regia di (2005)
- Mein Führer - La veramente vera verità su Adolf Hitler (Mein Führer – Die wirklich wahrste Wahrheit über Adolf Hitler) - regia di Dani Levy (2007)
- Spielzeugland - regia di Jochen Alexander Freydank cortometraggio (2007)
- Lila, Lila - regia di Alain Gsponer (2009)
- Frantz - regia di François Ozon (2016)

### Televisione
- Ernst Thälmann - regia di Ursula Bonhoff e Georg Schiemann - film TV (1987)
- Kai aus der Kiste - regia di Günter Meyer - film TV (1988)
- Der Staatsanwalt hat das Wort - serie TV (1988)
- In aller Freundschaft - serie TV (1999-2019)
- Polizeiruf 110 - serie TV (2002)
- Inspektor Rolle - serie TV (2002-2004)
- SOKO Wismar - serie TV (3 episodi) (2004-2019)
- Kabale und Liebe - regia di Leander Haußmann - film TV (2005)
- GSG9 - Squadra d'assalto (GSG 9 – Ihr Einsatz ist ihr Leben) - serie TV (2 episodi) (2007-2007)
- Tatort - serie TV (2007-2012)
- Zwölf Winter - regia di Thomas Stiller - film TV (2009)
- Ein Dorf schweigt - regia di Martin Enlen - film TV (2009)
- Heiter bis tödlich - Hauptstadtrevier - serie TV (2012-2014)
- Where’s Wanda? - serie TV (2024)

## Doppiaggio
- Sean Bean in Giacobbe, Shopping, Rossella, Black Beauty, Anna Karenina, Ronin, Bravo Two Zero, Don't Say a Word, Il Signore degli Anelli - La Compagnia dell'Anello, Tom & Thomas - Un solo destino, Equilibrium, Il Signore degli Anelli - Le due torri, Il Signore degli Anelli - Il ritorno del re, Henry VIII, Troy, Il mistero dei Templari - National Treasure, The Dark, The Island,  Flightplan - Mistero in volo, North Country - Storia di Josey, The Hitcher, Red Riding, Cash Game - Paga o muori, Percy Jackson e gli dei dell'Olimpo - Il ladro di fulmini, Black Death - ...un viaggio all'inferno, The Lost Future, Death Race 2, Age of Heroes, Il Trono di Spade, Biancaneve, Missing, Cleanskin, Legends, Pixels, The Frankenstein Chronicles, Sopravvissuto - The Martian,  The Young Messiah, Snowpiercer
- Wesley Snipes in Demolition Man, Scacco al re nero, Omicidio nel vuoto, Money Train, A Wong Foo, grazie di tutto! Julie Newmar, Donne - Waiting to Exhale, The Fan - Il mito, Murder at 1600 - Delitto alla Casa Bianca , Complice la notte, U.S. Marshals - Caccia senza tregua, Blade, L'arte della guerra, Liberty Stands Still,  Blade II, Undisputed, Blade: Trinity, 7 seconds, Caos, The Contractor - Rischio supremo, L'arte della guerra 2,  Brooklyn's Finest, Gallowwalkers, I mercenari 3, The Player, Chi-Raq, Dolemite Is My Name, Il principe cerca figlio, Deadpool & Wolverine
- Benicio del Toro in Traffic, 21 grammi, Sin City, Noi due sconosciuti, Somewhere, Wolfman, Le belve, Jimmy P., Thor: The Dark World, Escobar, Guardiani della Galassia, Vizio di forma,Perfect Day, Sicario, Star Wars - Gli ultimi Jedi, Avengers: Infinity War, Soldado, Escape at Dannemora
- Ben Mendelsohn in Sirene, The New World - Il nuovo mondo, Rogue One: A Star Wars Story, L'ora più buia, Robin Hood - L'origine della leggenda, Captain Marvel, Spider-Man: Far from Home, Secret Invasion, Andor
- Chris Tucker in Dollari sporchi, Jackie Brown, Traffico di diamanti, Il quinto elemento, Rush Hour - Due mine vaganti, Colpo grosso al Drago Rosso - Rush Hour 2, Rush Hour - Missione Parigi, Il lato positivo - Silver Linings Playbook, Billy Lynn - Un giorno da eroe
- Jean-Claude La Marre in Malcolm X
- Tom Hardy in Star Trek - La nemesi
- Spanky in Garfield - Il film
- Cliff Curtis in Die Hard - Vivere o morire
- Rob Schneider in Hot Chick - Una bionda esplosiva
- Jackie Earle Haley in Shutter Island, The Tick
- Darius McCrary in Transformers[2]
- Denis Leary in The Amazing Spider-Man, The Amazing Spider-Man 2 - Il potere di Electro
- Keith Arthur Bolden in Piccoli brividi
- Colman Domingo[3] in Transformers - Il risveglio
- Giancarlo Esposito in Megalopolis
- Babs Olusanmokun in Dune - Parte due

### Animazione
- Killian in Spie sotto copertura
- Orson Krennic in Star Wars: The Bad Batch
- Serpente in Il piccolo principe
- Scar in Il re leone
- Collezionista in Guardiani della Galassia
- Askeladd in Vinland Saga

### Videogiochi
- Max Payne in Max Payne, Max Payne 2: The Fall of Max Payne
- Agente 47 in Hitman
- Garrett in Crysis, Crysis Warhead
- Kai Leng in Mass Effect 3
- Sam Becker in Far Cry 3
- Pagan Min in Far Cry 4
- Boromir in LEGO Dimensions
- Reaper in Overwatch

## Doppiatori italiani
Nelle versioni in italiano delle opere in cui ha recitato, Torsten Michaelis è stato doppiato da:
- Roberto Certomà in Frantz